# Kamogawa
Kamogawa (japanisch 鴨川市, -shi) ist eine Stadt der Präfektur Chiba im Osten von Honshū, der Hauptinsel von Japan.

## Geographie
Die Stadt liegt östlich von Tokio auf der Bōsō-Halbinsel an der Bucht von Tokio am Pazifik.

## Geschichte
Kamogawa erhielt am 31. März 1971 das Stadtrecht.

## Sehenswürdigkeiten
- Kamogawa Sea World
- Seichō-ji
- Tanjō-ji
- Kyōnin-ji

## Söhne und Töchter der Stadt
- Kubo Kakutarō (1892–1944), Gründer einer religiösen Bewegung

## Verkehr
- Straße:
  - Nationalstraßen 128, 410

–* Zug:
- - JR Sotobō-Linie
  - JR Uchibō-Linie

## Städtepartnerschaften
- Manitowoc (Wisconsin)

## Angrenzende Städte und Gemeinden
- Katsuura
- Futtsu
- Kimitsu
- Minamibōsō